# Оренженское озеро
Оренженское — озеро Кимозёрской группы озёр, расположенных в средней части Подпорожского района Ленинградской области. Площадь поверхности — 4,6 км². Площадь водосборного бассейна — 110 км².
Высота над уровнем моря — 114,9 м.
Оренженское озеро в юго-восточной части протокой соединяется с Гонгинским озером. В непосредственной близости от Оренженского озера в урочище Щелканы расположено Новое озеро. Из озера вытекает речка Вытмуса, несущая воды в Шокшозеро.
На северном берегу озера имеются пляжные зоны.
На берегах озера есть деревни Великий Двор и Заяцкая.

## Флора и фауна
В Оренженском озере водятся щука, лещ, окунь, плотва, уклея, ёрш, язь, судак. Озеро пригодно для выращивания радужной форели.
На озере и притоках живут бобры.

## История
До XIX в. Оренженское и Гонгинское озёра представляли единый водоём, однако в начале XX века он обмелел и разделился перешейком на 2 озера.
С 1941 по 1943 г озеро было местом боёв между Красной Армией и финскими войсками.